# Bagansiapiapi
Bagansiapiapi är en kabupatenhuvudort i Indonesien.   Den ligger i provinsen Riau, i den västra delen av landet, 1 100 km nordväst om huvudstaden Jakarta. Bagansiapiapi ligger 4 meter över havet och antalet invånare är 82 500.
Terrängen runt Bagansiapiapi är mycket platt. En vik av havet är nära Bagansiapiapi åt sydväst. Runt Bagansiapiapi är det ganska tätbefolkat, med 75 invånare per kvadratkilometer. Det finns inga andra samhällen i närheten. Omgivningarna runt Bagansiapiapi är en mosaik av jordbruksmark och naturlig växtlighet.